# Bla-Bla Car
Bla-Bla Car è un singolo dei cantanti italiani Olly e Yanomi, pubblicato il 27 settembre 2018 dall'etichetta Room Studio.

## Descrizione
Il brano, scritto e composto dallo stesso Olly, è prodotto da Yanomi.

## Video musicale
Il video musicale, diretto da Guido Bregante, è stato pubblicato in concomitanza all'uscita del brano attraverso il canale YouTube di Olly.

## Tracce
Testi e musiche di Federico Olivieri.
1. Bla-Bla Car – 2:41